# 黑山軍
黑山賊是东汉末年黄巾之乱隨後興起的民變勢力。當時有黑山、白波、黃龍、左校、牛角、五鹿、羝根、苦蝤、劉石、平漢、大洪、司隸、緣城、羅市、雷公、浮雲、飛燕、白爵、楊鳳、於毒等各自起兵，勢力大的有二三萬人，小的亦有數千人。漢靈帝未能平定他們，只好遣使安撫，拜楊鳳為黑山校尉領諸山賊，給予舉孝廉及任計吏之權。但朝廷的軟弱態度，令變民各佔山為王的風氣有增無減。

## 歷史
东汉光和七年（184年），適逢黃巾起，常山真定人堵燕合聚少年為群盜，在山澤間轉攻，還真定，眾萬餘人。博陵人張牛角亦聚眾起事，自號將兵從事，與堵燕合。燕推牛角為帥，一起攻打鉅鹿郡癭陶縣。張牛角被箭重創將死，臨終時命令眾人今後跟從堵燕，告曰：「必以燕為帥。」堵燕遂改姓張。其後跟隨張燕的人眾越來越多，势力遍及常山、赵郡、中山、上党、河内等地的山谷，眾至百萬，號曰黑山。漢靈帝束手無策，河北諸郡為黑山賊所侵害。張燕遣人至京都向朝廷乞求投降，朝廷拜張燕為平難中郎將。張燕後漸寇河內，逼近京師，於是出朱儁為河內太守，將家兵擊卻之。後來董卓專權，遷天子於長安，天下群雄並起，張燕遂以黑山勢力與豪傑相結。
初平二年秋七月(191年)，黑山贼于毒、白绕、眭固等十余万众略魏郡、东郡，王肱不能御，曹操引兵入东郡，击白绕于濮阳，破之。
冬，袁紹與公孫瓚爭冀州，爆發界橋之戰。張燕遣將杜長等助公孫瓚，與袁紹戰，為紹所敗，人眾稍散。
袁绍因表曹操为东郡太守，治东武阳。初平三年春(192年)，曹操军顿丘，毒等攻东武阳。曹操乃引兵西入山，攻毒等本屯。毒闻之，弃武阳还。曹操要击眭固，又击匈奴於夫罗于内黄，皆大破之。
初平四年三月(193年)，魏郡兵反，與黑山賊于毒等數萬人共覆鄴城，殺袁紹郡守栗成。原黑山賊陶升，自號「平漢將軍」，因不忍鄴城中的百姓受到傷害，於是獨反諸賊，將部眾踰西城入，閉府門，具車重，載袁紹家及諸衣冠在州內者，身自扞衛，送到斥丘。袁紹還，因屯斥丘，以陶升為建義中郎將。
六月，袁紹出軍入朝歌鹿腸山蒼巖谷口，討于毒。圍攻五日，破之，斬于毒及長安所署任冀州牧壺壽，斬黑山賊眾萬餘級。紹遂尋山北行，進擊諸賊左髭丈八等，皆斬之，又擊劉石、青牛角、黃龍、左校、郭大賢、李大目、于氐根等、復斬數萬級，皆屠其屯壁。
張燕召集剩餘黑山軍，聯合南匈奴屠各、鴈門烏桓，與袁紹戰於常山。張燕精兵數萬，騎數千，袁紹此時亦得到呂布軍助戰，勢均力敵。呂布領健將成廉、魏越等數十騎馳突燕陣，一日或至三四，皆斬首而出。連戰十餘日，燕兵死傷雖多，紹軍亦疲，遂各退。黑山軍元氣大傷，失去眾多山賊將領、軍馬不計其數，從此黑山之勢不復當年。
建安元年（196年），臧洪反袁绍，臧洪捨棄向附近的黃巾餘黨求援，而向黑山軍張燕請求發兵解圍，並以書信回覆袁紹說:閣下譏笑我期望以黑山為救兵，而沒考慮與黃巾聯合呢！加上飛燕之部屬全部聽受於王命。過去高祖取彭越於鉅野，光武創基業於綠林，最終能龍飛中興，以成帝業，如可輔佐君主中興成就帝業，又何須計較呢！何況我是親奉璽書，與他們行事的。
建安四年(199年)，公孫瓚派兒子公孫續引黑山賊為援兵，解易京之圍。張燕率兵十萬來救，但援兵還沒到，書信被袁紹軍截獲，袁紹軍遂將計就計，舉火誘公孫瓚出擊，公孫瓚以為救兵到了，率兵出擊。袁紹設伏兵襲擊公孫瓚，公孫瓚大敗，只好回到城內堅守。袁紹軍於是掘地道到城樓下，毀壞其望樓，漸漸到達中央的土丘。公孫瓚自料必敗無疑，先殺掉自己的妻子兒女、姐妹，然後引火自焚。公孫續後為屠各所殺。
建安十年（205年），张燕见袁氏败亡，冀州易主，遂遣使求佐王師，拜平北將軍；率眾到鄴城拜見曹操，封安國亭侯，邑五百戶。自此张燕率众归降曹操，黑山贼不复存在。

## 黑山諸陣營
綜合《三國志張燕傳》分別引《九州春秋》《典略》《漢紀》以及《後漢書朱儁傳》記載，黑山諸陣營活躍於常山真定、博陵、趙郡、中山、上黨、河內等地，諸山谷相連，眾至百萬人，並由黑山張燕統領諸山賊陣營。
以《九州春秋》為主要資料，再按其他記載作補充，共整合出24個陣營:
- 黑山
- 白波
- 黃龍
- 左校
- 大賢
- 牛角
- 白騎
- 五鹿
- 羝根
- 苦蝤 (苦唒)
- 劉石
- 平漢
- 大洪 (大計)
- 司隸
- 緣城 (掾哉)
- 羅市
- 雷公
- 浮雲
- 飛燕
- 白爵 (白雀)
- 楊鳳
- 於毒
- 白繞
- 畦固

- 《九州春秋》

黑山、白波、黃龍、左校、牛角、五鹿、羝根、苦蝤、劉石、平漢、大洪、司隸、緣城、羅市、雷公、浮雲、飛燕、白爵、楊鳳、於毒
- 《典略》

黑山、黃巾諸帥，本非冠蓋，自相號字，謂騎白馬者為張白騎，謂輕捷者為張飛燕，謂聲大者為張雷公，其饒須者則自稱於羝根，其眼大者自稱李大目。
- 張璠《漢紀》

左校、郭大賢、左髭丈八
- 《後漢書朱儁傳》

黑山、黃龍、白波、左校、郭大賢、于氐根、青牛角、張白騎、劉石、左髭丈八、平漢、大計、司隸、掾哉、雷公、浮雲、飛燕、白雀、楊鳳、于毒、五鹿、李大目、白繞、畦固、苦唒(《九州春秋》「大計」作「大洪」，「掾哉」作「緣城」。「苦唒」作「苦蝤」)

## 黑山將領
- 張牛角，博陵人。聚眾起事，自號將兵從事，與褚燕合。燕推牛角為帥，一起攻打癭陶。牛角為飛矢所中，被創且死，臨終時令眾奉燕，告曰：「必以燕為帥。」
- 张燕，常山真定人。黃巾起，燕合聚少年為群盜，在山澤間轉攻，還真定，眾萬餘人。主帥張牛角死，褚燕遵從牛角遺命統領部眾，重此改姓張。張燕剽捍捷速過人，故軍中號曰飛燕。其後人眾寢廣，常山、趙郡、中山、上黨、河內諸山谷皆相通，眾至百萬，號曰黑山。
  - 孫輕、王當，黑山小帥孫輕、王當等，各以部眾從燕。
  - 杜長，張燕派其率軍支援公孫瓚戰袁紹，被袁軍擊敗。
- 楊鳳，靈帝對黑山軍束手無策，於是遣使拜楊鳳為黑山校尉，領諸山賊，得舉孝廉計吏。後遂瀰漫，不可復數。(白波楊奉亦歸命朝廷，而二者讀音相近，或為同一人)
- 于毒，河南人。曾與曹操於東郡大戰及攻破袁紹的鄴城，最終被袁紹出兵討伐擊殺。
- 白繞，東郡之戰為曹操所敗。
- 眭固，字白兔。東郡之戰失敗後投張揚，張揚部下楊醜殺殺害張揚後率眾投曹操，被眭固擊殺，眭固欲改投袁紹，被曹操派史渙等於射犬擊殺。
- 郭大賢，郭泰，號大賢，起於白波。白波軍被李傕等所敗後，楊奉歸李傕。
- 張白騎，即張晟，因愛騎白馬，號張白騎。於弘農叛亂，被征南将军马腾派遣校尉庞德讨伐，大破张白骑于两崤间。
- 張雷公，因聲音大，號張雷公。
- 李大目，因長有一雙大眼，號李大目，被袁紹討伐及誅殺。
- 于羝根，因長滿鬍鬚的特徵，號于羝根，被袁紹討伐及誅殺。
- 左髭丈八，為袁紹所擊敗。(關於左髭丈八的名號，按其他黑山將領皆以姓氏配上名號，推斷姓左，因咀上長有長鬚，故號髭丈八，丈八為誇張長度的虛數，而非真實的長度。
- 青牛角，為袁紹所擊敗。(張牛角於黑山建立前已中箭傷死亡，因此非同一人。)
- 黃龍，為袁紹所擊敗。
- 左校，為袁紹所擊敗。
- 劉石，為袁紹所擊敗。
- 陶升，自號平漢將軍，鄴城之戰保護了袁紹家屬及衣冠百姓，最後歸順袁紹。
- 白雀，或為白爵，事跡不詳。
- 浮雲，事跡不詳。
- 大洪，《朱儁傳》作"大計"，事蹟不詳。
- 苦蝤，事跡不詳。蝤，意思是天牛幼蟲，是一種破壞林木及建築物的害蟲；《朱儁傳》“蝤”作“唒”，音才由反，唒即微笑的意思。
- 五鹿、司隸、羅市、緣城，此四勢力應是以地方名作稱號，(如郭泰號大賢，起事於白波，故稱白波賊)，無其他事跡記載。
  - 五鹿，河北五鹿墟，又名沙鹿。相傳周穆王狩獵於此，遇到五隻鹿。《左傳·哀公元年》：「夏四月，齊侯、衛侯救邯鄲，圍五鹿。」杜預註：「五鹿，晉邑。」
  - 司隸，京師長安和京畿七郡等地區，相當於今河北省南部、河南省北部、山西省南部及陝西省渭河平原，事蹟不詳。
  - 羅市，事蹟不詳。
  - 緣城，《朱儁傳》作“掾哉”，事蹟不詳。

## 資料來源
1. ↑  《九州春秋》曰：張角之反也，黑山、白波、黃龍、左校、牛角、五鹿、羝根、苦蝤、劉石、平漢、大洪、司隸、緣城、羅市、雷公、浮雲、飛燕、白爵、楊鳳、於毒等各起兵，大者二三萬，小者不減數千。靈帝不能討，乃遣使拜楊鳳為黑山校尉，領諸山賊，得舉孝廉計吏。後遂瀰漫，不可復數。
2. ↑  《後漢書朱儁傳》自黃巾賊後，復有黑山、黃龍、白波、左校、郭大賢、于氐根、青牛角、張白騎、劉石、左髭丈八、平漢、大計、司隸、掾哉(《九州春秋》「大計」作「大洪」，「掾哉」作「緣城」。)、雷公、浮雲、飛燕、白雀、楊鳳、于毒、五鹿、李大目、白繞、畦固、苦唒之徒(《九州春秋》「唒」作「蝤」，音才由反。)，並起山谷閒，不可勝數。其大聲者稱雷公，騎白馬者為張白騎，輕便者言飛燕，多髭者號于氐根(《左氏傳》曰：「于思于思，弃甲復來。」杜預注云：「于思，多須之貌也。」)，大眼者為大目，如此稱號，各有所因。大者二三萬，小者六七千。
3. ↑  《三國志張燕傳》張燕，常山真定人也，本姓褚(堵)。黃巾起，燕合聚少年為群盜，在山澤間轉攻，還真定，眾萬餘人。博陵張牛角亦起眾，自號將兵從事，與燕合。燕推牛角為帥，俱攻癭陶。牛角為飛矢所中。被創且死，令眾奉燕，告曰：「必以燕為帥。」牛角死，眾奉燕，故改姓張。燕剽捍捷速過人，故軍中號曰飛燕。其後人眾寢廣，常山、趙郡、中山、上黨、河內諸山谷皆相通，其小帥孫輕、王當等，各以部眾從燕，眾至百萬，號曰黑山。靈帝不能征，河北諸郡被其害。燕遣人至京都乞降，拜燕平難中郎將。
4. ↑  《典略》曰：黑山、黃巾諸帥，本非冠蓋，自相號字，謂騎白馬者為張白騎，謂輕捷者為張飛燕，謂聲大者為張雷公，其饒須者則自稱於羝根，其眼大者自稱李大目。張璠《漢紀》云：又有左校、郭大賢、左髭丈八三部也。
5. ↑  《後漢書朱儁傳》賊帥常山人張燕，輕勇趫捷，故軍中號曰飛燕。善得士卒心，乃與中山、常山、趙郡、上黨、河內諸山谷寇賊更相交通，眾至百萬，號曰黑山賊。河北諸郡縣並被其害，朝廷不能討。燕乃遣使至京師，奏書乞降，遂拜燕平難中郎將，使領河北諸山谷事，歲得舉孝廉、計吏。燕後漸寇河內，逼近京師，於是出儁為河內太守，將家兵擊卻之。其後諸賊多為袁紹所定，事在〈紹傳〉。復拜儁為光祿大夫，轉屯騎，尋拜城門校尉、河南尹。
6. ↑  《三國志武帝紀》秋七月，袁紹脅韓馥，取冀州。黑山賊于毒、白繞、眭固等十餘萬衆略魏郡、東郡，王肱不能禦，太祖引兵入東郡，擊白繞於濮陽，破之。袁紹因表太祖為東郡太守，治東武陽。
7. ↑  《三國志張燕傳》袁绍与公孙瓒争冀州，燕遣将杜长助瓒，与绍战，为绍所败。
8. ↑  《三國志武帝紀》三年春，太祖軍頓丘，毒等攻東武陽。太祖乃引兵西入山，攻毒等本屯。《魏書》曰：諸將皆以為當還自救。太祖曰：「孫臏救趙而攻魏，耿弇欲走西安攻臨菑。使賊聞我西而還，武陽自解也；不還，我能敗其本屯，虜不能拔武陽必矣。」遂乃行。毒聞之，棄武陽還。太祖要擊眭固，又擊匈奴於夫羅於內黃，皆大破之。魏書曰：於夫羅者，南單于子也。中平中，發匈奴兵，於夫羅率以助漢。會本國反，殺南單于，於夫羅遂將其衆留中國。因天下撓亂，與西河白波賊合，破太原、河內，抄略諸郡為寇。
9. ↑  《三國志袁紹傳》：賊陶升者，故內黃小吏也，有善心，獨將部衆踰西城入，閉守州門，不內他賊，以車載紹家及諸衣冠在州內者，身自扞衞，送到斥丘乃還。紹到，遂屯斥丘，以陶升為建義中郎將。乃引軍入朝歌鹿場山蒼巖谷討於毒，圍攻五日，破之，斬毒及長安所署冀州牧壺壽。
10. ↑  《後漢書袁紹傳》：聞魏郡兵反，與黑山賊干毒等數萬人共覆鄴城，殺郡守。坐中客家在鄴者，皆憂怖失色，或起而啼泣，紹容貌自若，不改常度。賊有陶升者，自號「平漢將軍」，獨反諸賊，將部眾踰西城入，閉府門，具車重，載紹家及諸衣冠在州內者，身自扞衛，送到斥丘。紹還，因屯斥丘，以陶升為建義中郎將。
11. ↑  《三國志袁紹傳》：乃引軍入朝歌鹿場山蒼巖谷討於毒，圍攻五日，破之，斬毒及長安所署冀州牧壺壽。
12. ↑  《後漢書袁紹傳》：六月，紹乃出軍，入朝歌鹿腸山蒼巖谷口，討干毒。圍攻五日，破之，斬毒及其眾萬餘級。紹遂尋山北行，進擊諸賊左髭丈八等，皆斬之，又擊劉石、青牛角、黃龍、左校、郭大賢、李大目、于氐根等、復斬數萬級，皆屠其屯壁。遂與黑山賊張燕及四營屠各、鴈門烏桓戰於常山。燕精兵數萬，騎數千匹，連戰十餘日，燕兵死傷雖多，紹軍亦疲，遂各退。麴義自恃有功，驕縱不軌，紹召殺之，而并其眾。
13. ↑  《後漢書呂布傳》載：「布常御良馬，號曰赤菟，能馳城飛塹，與其健將成廉、魏越等數十騎馳突燕陣，一日或至三四，皆斬首而出」。
14. ↑  《三國志臧洪傳》足下譏吾恃黑山以為救，獨不念黃巾之合從邪！加飛燕之屬悉以受王命矣。昔高祖取彭越於鉅野，光武創基兆於綠林，卒能龍飛中興，以成帝業，假苟可輔主興化，夫何嫌哉！況僕親奉璽書，與之從事。
15. ↑  《三國志公孫瓚傳》建安四年，紹悉軍圍之。瓚遣子求救於黑山賊，复欲自將突騎直出，傍西南山，擁黑山之眾，陸梁冀州，橫斷紹後。長史關靖說瓚曰：「今將軍將士，皆已土崩瓦解，其所以能相守持者，顧戀其居處老小，以將軍為主耳。將軍堅守曠日，袁紹要當自退；自退之後，四方之眾必復可合也。若將軍今舍之而去，軍無鎮重，易京之危，可立待也。將軍失本，孤在草野，何所成邪！」瓚遂止不出。救至，欲內外擊紹。遣人與子書，刻期兵至，舉火為應。紹侯者得其書，如期舉火。瓚以為救兵至，遂出欲戰。紹設伏擊，大破之，復還守。紹為地道，突壞其樓，稍至中京。瓚自知必敗，盡殺其妻子，乃自殺。
16. 1 2  《后汉书 刘虞公孙瓚陶谦列传第六十三》 绍候得其书，如期举火，瓚以为救至，遂便出战。绍设伏，瓚遂大败，复还保中小城。自计必无全，乃悉缢其姊妹妻子，然后引火自焚。绍兵趣登台斩之。

关靖见瓚败，叹恨曰：“前若不止将军自行，未必不济。吾闻君子陷人于危，必同其难，岂可以独生乎！”乃策马赴绍军而死。续为屠各所杀。田揩与袁绍战死。
17. ↑  《三國志张燕传》：太祖将定冀州，燕遣使求佐王师，拜平北将军；率众诣邺，封安国亭侯，邑五百户。